# Skewb
Le Skewb est un casse-tête mécanique tridimensionnel. Ressemblant au Rubik's Cube 3x3, il s'en différencie à son nombre de pièces : 15 contre 26 pour le Rubik's Cube 3x3.

## Origine
Le Skewb est un casse-tête mécanique tridimensionnel inventé par Tony Durham et commercialisé par Uwe Mèffert.

## Description
Il diffère du Rubik's Cube 3x3 par ses axes de rotation qui passent par les sommets. Il compte 15 pièces et non 26 comme le Rubik's Cube 3x3.
Le nom original de ce puzzle était Pyraminx, car il faisait partie d'une série de Pyraminx. Le premier puzzle de cette série est le Pyraminx de forme tétraédrique. Le nom Skewb a été inventé par Douglas Hofstadter. Uwe Mèffert a aimé cette dénomination et a décidé de renommer d'autres puzzles de la série, comme le Skewb Diamond.
Il existe des skewbs plus grands qui se nomment Master Skewb et Elite Skewb.

## Records récents
| Temps            | Compétiteur   | Nationalité | Lieu                                         | Date           |
| ---------------- | ------------- | ----------- | -------------------------------------------- | -------------- |
| 0 s 75           | Carter Kucala | États-Unis  | Going Fast in Grandview 2024                 | 23 mars 2024   |
| 0 s 81           | Zayn Khanani  | États-Unis  | Rubik's WCA North American Championship 2022 | 9 juillet 2022 |
| 0 s 85           | Simon Kellum  | Australie   | Going Fast in Grandview 2024                 | 23 mars 2024   |
| Voir la suite ou |               |             |                                              |                |

| Temps            | Compétiteur   | Nationalité | Lieu                                  | Date             |
| ---------------- | ------------- | ----------- | ------------------------------------- | ---------------- |
| 1 s 52           | Carter Kucala | États-Unis  | CubingUSA Heartland Championship 2024 | 9 juin 2024      |
| 1 s 53           | Carter Kucala | États-Unis  | Canadian Championship 2023            | 15 juillet 2023  |
| 1 s 56           | Zayn Khanani  | États-Unis  | Pretzel Mania 2022                    | 3 septembre 2022 |
| Voir la suite ou |               |             |                                       |                  |

La moyenne est calculée sur cinq tentatives en enlevant à la fois le meilleur et le moins bon temps de la série, se basant ainsi sur trois temps.